# Asociación Olímpica de Barbados
La Asociación Olímpica de Barbados, fundada en 1962, es el Comité Olímpico Nacional de Barbados. El organismo también es responsable de la representación de Barbados en los Juegos de la Mancomunidad.

## Historia
Formada después de la disolución de la Federación de las Indias Occidentales en 1962, la Asociación Olímpica de Barbados (BOA) compitió por primera vez a nivel olímpico en los Juegos Olímpicos de Verano de 1968 y ha seguido compitiendo en todos los Juegos Olímpicos desde la exclusión de los Juegos Olímpicos de Verano de 1980 en Moscú.
El presidente Steve Stoute actualmente encabeza la organización. Con Erskine Simmons como actual Secretario General.
El 29 de mayo de 2009, la BOA y el Comité Olímpico Canadiense firmaron un Memorando de Entendimiento (MDE) para la cooperación entre ambos organismos.
El acuerdo cubre el compromiso de los dos comités olímpicos nacionales para desarrollar asociaciones más sólidas entre las federaciones deportivas de Canadá y Barbados, con el desarrollo de los atletas en un área de enfoque. Esto incluye el intercambio gratuito de entrenadores, funcionarios, capacitadores, árbitros, expertos y científicos para participar en seminarios, cursos y asesoramiento.